# Screw It!
Screw It! è il secondo album in studio del gruppo musicale statunitense Danger Danger, pubblicato nell'ottobre 1991 dalla Epic Records.

## Tracce
Testi e musiche di Bruno Ravel e Steve West, eccetto dove indicato.
1. Ginger Snaps (Intro)/Monkey Business – 5:22
2. Slipped Her the Big One – 5:23 (West, Andy Timmons)
3. C'est Loupé (Prelude)/Beat the Bullet – 4:53
4. I Still Think About You – 4:36
5. Get Your Shit Together – 4:41
6. Crazy Nites – 4:14
7. Puppet Show – 1:20
8. Everybody Wants Some – 4:15
9. Don't Blame It on Love – 3:58
10. Comin' Home – 4:39
11. Horny S.O.B. – 3:22
12. Find Your Way Back Home – 6:14
13. Yeah, You Want It! – 3:34
14. D.F.N.S. – 0:50

Traccia bonus nell'edizione giapponese
1. Just What the Dr. Ordered – 3:42

## Formazione
- Ted Poley – voce
- Andy Timmons – chitarre, cori
- Bruno Ravel – basso, cori
- Kasey Smith – tastiere
- Steve West – batteria, percussioni

### Altri musicisti
- Ginger Lynn – voce in Ginger Snaps
- Gary Cherone, Nuno Bettencourt, Pat Badger – cori (tracce 2, 13)
- Todd "T-Boy" Confessore – rapping (traccia 13)
- Koen VanBaal – tastiere
- Eddy Conard – percussioni
- Mom – violino, violoncello, viola
- Dad – violino, violoncello, viola
- Bruno – violino, violoncello, viola
- Ravel String Quartet – violino, violoncello, viola

### Coristi
- George Yates
- Erwin Musper
- Denis Arabatzis
- Chris Bello
- Cathy Brandow
- Becky Cogert
- Danny Delarue
- Anthony Digirolamo
- Debbie Gannelt
- Karcy H.
- Jennifer Mullins
- Kelly F. Mullins
- Normandy Piccolo
- Keith Whitby
- Josh Mennen
- Chris Mullins
- Maria Ricci
- Serge
- Rob Simone
- James Eagan
- Lance Elias
- Merari Escudero
- Fort Lauderdale Choir
- Briana Goldman
- Kathryn
- Heidi Katz
- Dianna Kish
- Hilary Korte
- Veronica Mendoza
- Amber G.
- Pete Lovell
- Castagna